# Raif Badawi
Raif Badawi (do árabe: رائف بدوي‎; também transcrito como Raef Badawi), nascido em 14 de janeiro de 1984, é um escritor, prisioneiro de consciência e ativista saudita, criador do blog "Free Saudi Liberals" (em português, "Sauditas Liberais Livres").
Raif foi preso em 2012 pela acusação de ter insultado o Islã através de meios eletrônicos, além de também ter sido trazido para corte por acusações de apostasia. O blogueiro foi sentenciado por sete anos na prisão e 600 chibatadas em 2013, sentença essa que, em 2014, foi aumentada para 1000 chibatadas, 10 anos na prisão e uma multa em dinheiro. As chibatas foram parceladas e, a primeira sessão de 50 foi realizada em 9 de janeiro de 2015. A segunda sessão tem sido adiada várias vezes, principalmente por razões da precária saúde de Badawi, que tem hipertensão e tem seu estado piorado desde a primeira sessão. Sua esposa, Ensaf Haidar, alegou que Raif não iria conseguir sobreviver. No dia 12/03/2022 a Arábia Saudita confirmou a libertação de Raif Badawi. Após o mesmo ter sido preso em 2012 por supostamente ter ''insultado o islã''. Porém ele não pode deixar o Reino Saudita por 10 anos. A menos que um Indulto (Real) lhe seja concedido. 

## Vida pessoal
Raif Badawi foi educado até seu sétimo ano de ensino, assim como sua irmã Samar, que também é ativista. Badawi é pai de três crianças (Terad, Najwa e Miriam) e casou-se com Ensaf Haidar em 2002, na Arábia Saudita. Atualmente, sua mulher e seus três filhos estão em asilo político em Quebec, no Canadá, desde 2013.

## Sentença
Em 17 de junho de 2012, Raif Badawi foi preso devido ao crime de "insultar o Islã através de meios eletrônicos", e em dezembro do mesmo ano, também foi acusado de apostasia - crime punido com automática pena de morte. A fundação Human Rights Watch declarou que o blog de Badawi teria criticado figuras religiosas importantes. Além disso, ele também teria sugerido que a Universidade Islâmica Imam Muhammad ibn Saud estava se tornando um "quintal para terroristas".
Badawi foi primeiramente acusado de apóstata em 2008, mas foi liberado após um dia de inquérito. O governo o proibiu de sair do país e congelou suas contas bancárias em 2009. A família de Ensaf, a esposa de Badawi, foi, consequentemente, levada a preencher uma ação na corte para fazer um divórcio forçado do casal devido à acusação de apostasia cometida por Badawi.
Badawi foi acusado pela corte de Jeddah, em dezembro de 2012, de "manter um site que mina a segurança geral", "ridicularizando figuras religiosas islâmicas", e "ter ido 'além do reino da obediência'". Este juiz indicou Badawi para uma corte maior, pelo crime de apostasia, declarando que ele "não poderia dar um veredito no caso de apostasia". Em 22 de dezembro, a Corte Geral em Jeddah decidiu prosseguir com o caso de apostasia. A corte maior se negou a ouvir o caso e voltou o caso para a corte menor.
Após a prisão de Raif, em 2012, a Anistia Internacional declarou que este estava preso "apenas por pacificamente ter exercido seu direito de liberdade de expressão". Um porta-voz do grupo relatou que "Até na Arábia Saudita, local que a repressão é algo recorrente, é inaceitável que uma sentença de pena de morte para um ativista cujo único "crime" foi o de possibilitar um debate online". O Human Rights Watch pediu para que o governo retirasse a sentença, declarando: "A pena colocada contra ele, baseadas apenas no envolvimento de Badawi em construir um blog para pacificamente discutir sobre religião e figuras religiosas, viola seu direito de liberdade de expressão".
Em 30 de julho de 2013, a mídia saudita noticiou que Raif Badawi teria sido sentenciado a sete anos de prisão e 600 chibatadas por criar um fórum online que "viola valores islâmicos e propaga o pensamento liberal". A corte também pediu que o site fosse fechado.
Em 26 de dezembro de 2014, a esposa de Badawi falou a CNN que o juiz havia recomendado Badawi a ir antes que a corte maior lhe sentenciasse a pena de morte por apostasia. Em 7 de maio, Badawi teve sua pena reajustada para 1000 chibatadas e dez anos de prisão. Além disso, ele deveria também pagar uma multa de 1 milhão de riyal (equivalente a mais de 800 mil reais em 2015).
O advogado de Raif Badawi, Waleed Abulkhair foi preso após criar "Monitor dos Direitos Humanos na Arábia Saudita", uma organização de direitos humanos saudita. Ele foi sentenciado por "criar uma organização não-licenciada" e por quebrar a "allegiance with the ruler". Os pedidos de Waleed para licenciar a organização foram negados. Em 7 de julho de 2014, o advogado foi sentenciado a 15 anos de detenção, seguidos por 15 anos proibidos de viajar. A Corte Especializada Criminal em Jeddah o provou culpado de "minar o regime" e "insultar o judiciário".
"O advogado Waleed Abu Alkhair falou a BBC que o Sr. Badawi, pai de três crianças, tinha confirmado em corte que era muçulmano, mas falou ao juiz que 'todos tem a escolha de acreditar ou não acreditar'". Alguns dias após a corte ouvir a esposa de Badawi, Ensaf Haidar começou a receber ameaças de morte anônimas. Ela e seus três filhos estão exilados no Canadá.
De acordo com o Human Rights Watch e seu resumo da atuação da Arábia Saudita no Conselho de Direitos Humanos das Nações Unidas, "Durante o ano passado, autoridades sauditas têm assediado, investigado, sentenciado e colocando na cadeia proeminentes e pacíficos dissidentes e ativistas de direitos humanos, sob acusações baseadas apenas nas suas pacíficas práticas dos direitos básicos, particularmente o direito a liberdade de expressão, incluindo Abdullah al-Hamid, Mohammed al-Bajadi, Abd al-Kareem al-Khodr, Omar al-Seed e Raif Badawi". Kacem El Ghazzali falou no Conselho dos Direitos Humanos das Nações Unidas, representando a União Humanista e Ética Internacional (IHEU), criticando a Arábia Saudita por sentenciar Raif Badawi por 7 anos de prisão e 600 chibatadas, a união chamou isso de "sentença violenta gratuita".
"Desde março de 2011, as autoridades continuam a campanha de repressão em nome da segurança. As autoridades têm reprimido ativistas pacíficos que pedem por reformas e protestam contra violações de direitos humanos. Aqueles que se expressam, são presos independentemente de serem críticos, blogueiros, ativistas ou acadêmicos. Raif Badawi é apenas um dos muitos" (Anistia Internacional, Canadá).
Em 1 de março de 2015, a esposa de Badawi falou a repórteres que juízes na corte criminal da Arábia Saudita queriam retirar a acusação de apostasia. Se provado culpado, Badawi será sentenciado à morte.
Recebeu o Prémio Escritor Internacional de Coragem de 2015, do PEN Clube inglês.
Em dezembro de 2015 Badawi foi distinguido pelo Parlamento Europeu com o Prémio Sakharov. A distinção foi recebida pela sua mulher, que para a ocasião se deslocou a Estrasburgo a partir do seu exílio no Canadá.
No dia 12/03/2022 O Reino da Arábia Saudita confirmou a libertação de Raif Badawi. Um Funcionário do Departamento de Segurança confirmou sua soltura, apesar de não entrar em mais detalhes. Mesmo após a Soltura, Raif Badawi não pode deixar a Arábia Saudita por mais 10 anos, ficando impedido de sair do país. A menos que um indulto (real) lhe seja concedido. 